# Daryapur Banosa
Daryapur Banosa è una città dell'India di 34.398 abitanti, situata nel distretto di Amravati, nello stato federato del Maharashtra. In base al numero di abitanti la città rientra nella classe III (da 20.000 a 49.999 persone).

## Geografia fisica
La città è situata a 20° 55' 60 N e 77° 19' 60 E e ha un'altitudine di 288 m s.l.m..

## Società

### Evoluzione demografica
Al censimento del 2001 la popolazione di Daryapur Banosa assommava a 34.398 persone, delle quali 17.764 maschi e 16.634 femmine. I bambini di età inferiore o uguale ai sei anni assommavano a 4.389, dei quali 2.243 maschi e 2.146 femmine. Infine, coloro che erano in grado di saper almeno leggere e scrivere erano 26.812, dei quali 14.531 maschi e 12.281 femmine.